# Błąd (prawo cywilne)
Błąd w prawie cywilnym — niezgodne z rzeczywistością wyobrażenie o istniejącym stanie rzeczy lub o treści czynności prawnej. Błąd może dotyczyć faktu lub prawa. Ma on doniosłość prawną tylko wtedy, gdy dotyczy treści czynności prawnej i gdy jest istotny subiektywnie i obiektywnie. Jedna z wad oświadczenia woli. 
- Błąd istotny subiektywnie pozwala przypuszczać, że gdyby składający oświadczenie nie działał pod wpływem błędu, nie złożyłby oświadczenia tej treści.
- Błąd istotny obiektywnie uzasadnia przypuszczenie, że nikt znający rzeczywisty stan rzeczy nie złożyłby takiego oświadczenia.

Błąd nie musi być istotny, jeżeli był wynikiem podstępu drugiej osoby.
Błąd może stanowić podstawę uchylenia się od skutków złożonego oświadczenia woli w terminie jednego roku od wykrycia błędu. Jednak taki błąd musi być istotny i musi odnosić się do treści czynności prawnej, może obejmować także skutki takiej czynności. Natomiast nie ma znaczenia błąd w odniesieniu do motywu czynności prawnej, np.: kupno kostiumu kąpielowego z powodu wyjazdu na wakacje, który zostaje następnie odwołany.
W momencie uchylenia się od skutków oświadczenia woli (czynności prawnej) druga strona czynności nie może domagać się przed sądem wykonania treści takiej czynności prawnej (np. umowy). Uchylenie się od skutków czynności prawnej nieodpłatnej jest możliwe zawsze przy błędzie istotnym i dotyczącym treści czynności prawnej. Natomiast w przypadku czynności prawnej odpłatnej błąd musi być istotny, dotyczący treści czynności prawnej i wywołany przez drugą stronę czynności albo ona musiała wiedzieć o błędzie lub mogła go z łatwością zauważyć. Jednak druga strona czynności prawnej może wywołać błąd bez swojej winy i nawet wtedy będzie możliwe uchylenie się od skutków czynności prawnej.
Szczególną postacią błędu jest podstęp.
Wyróżniamy błąd sensu stricto, tj. sytuację, gdy składający oświadczenie oświadcza wprawdzie to, co chce oświadczyć, ale tylko dlatego, że ma mylne wyobrażenie o prawdziwym stanie rzeczy, oraz pomyłkę, tj. sytuację, gdy oświadczający wolę oświadcza co innego, niż chce. W obu wypadkach wadliwość  powoduje ten sam rezultat.
W odniesieniu do oświadczeń woli składanych innej osobie (w szczególności umów) i będących zarazem odpłatnymi czynnościami prawnymi na błąd dotyczący treści czynności prawnej i istotny można powoływać się tylko wtedy, gdy ponadto adresat oświadczenia woli:
- albo błąd wywołał, chociażby bez swej winy,
- albo wiedział o błędzie,
- albo z łatwością błąd mógł zauważyć.

Oświadczenie woli składane innej osobie za pośrednictwem posłańca może ulec zniekształceniu w toku jego przesyłania. Posłańcem jest osoba niebędąca stroną czynności prawnej. Zniekształcenie to wywołuje takie same skutki, jak błąd przy złożeniu oświadczenia.

## Prawo rodzinne
W prawie rodzinnym jest instytucja błędu przy zawarciu małżeństwa. Błąd ten dotyczy wyłącznie tożsamości drugiej strony i złożenie oświadczenia o wstąpieniu w związek małżeński pod wpływem błędu skutkuje możliwością żądania przez tego, który oświadczenie złożył, unieważnienia małżeństwa przed sądem, a nie, jak w kodeksie cywilnym, składając oświadczenie drugiej stronie czynności. Także termin jest uregulowany inaczej: sześć miesięcy od wykrycia błędu, ale nie później, niż trzy lata od zawarcia małżeństwa.

## Prawo spadkowe
W prawie spadkowym spadkobierca, który przyjął lub odrzucił spadek pod wpływem błędu, również może uchylić się od skutków oświadczenia, ale przed sądem, który zatwierdza uchylenie się od skutków.